# Бишола (Венеција)
Бишола (итал. Bisciola) је насеље у Италији у округу Венеција, региону Венето.
Према процени из 2011. у насељу је живело 58 становника. Насеље се налази на надморској висини од 6 м.